# Radiofam
Radiofam é a rádio online da Faculdade de Comunicação Social (Famecos) da Pontifícia Universidade Católica do Rio Grande do Sul - PUCRS. Inaugurada em 1997, a Radiofam é uma das pioneiras no segmento de webrádios universitárias. A emissora funciona vinte e quatro horas por dia, com programação definida. Os programas são produzidos, executados e monitorados por uma equipe formada pelos estudantes do curso de graduação em Comunicação Social, habilitação em Jornalismo. As atividades da Radiofam são coordenadas pelos professores de Radiojornalismo Luciano Klöckner e Tércio Saccol.

## Breve Histórico
"A frequência digital da Famecos", como ficou conhecida a Radiofam, começou suas atividades em 1997, quando o engenheiro eletrônico Luiz Sperotto Teixeira fez uma transmissão experimental de audio via servidor de internet. Os professores de Radiojornalismo da Famecos se empenharam na consolidação de um projeto que unisse as características dos meios rádio e internet.
A primeira transmissão ao vivo da Radiofam ocorreu três anos mais tarde, em 2000, na cobertura do 13º SET Universitário, quando os alunos da disciplina Radiojornalismo III ficaram no ar por mais de dez horas com uma programação especial.
A partir daí, a rádio da Famecos não parou de crescer. Conforme a tecnologia na área de informática foi crescendo, a Radiofam foi evoluindo. O estúdio onde são realizadas as atividades da emissora está localizado no Centro de Produção Multimídia (CPM) da faculdade.
Hoje, a Radiofam funciona vinte e quatro horas por dia e conta com uma equipe cada vez maior de estagiários, tendo em 2009 atingido o número recorde de 80 alunos.

## Transmissão e recepção
Todo o processo de transmissão e recepção do som da Radiofam é feito via conexão com a internet e em tempo real. A rádio funciona apenas online. Não é possível captar a sua programação com aparelhos convencionais de rádio. É preciso utilizar um computador com acesso à internet.
Para ouvir a Radiofam, é necessário acessar o site e seguir as instruções. Como a tecnologia de transmissão utilizada é composta por softwares da Apple Inc., é requisito para a recepção ter instalado no computador o programa Quicktime Player.